# Dialogue social
Le dialogue social recouvre tout ce qui favorise la compréhension entre les différentes composantes de la société.
Le dialogue social selon l'organisation internationale du travail inclut toutes formes de négociation, de consultation ou simplement d'échange d'informations entre représentants des gouvernements, des employeurs et des travailleurs sur des questions d'intérêt commun liées à la politique économique et sociale.

## Généralités en droit

### France
Il représente notamment le dialogue entre les partenaires sociaux : gouvernement, syndicats de salariés et de patrons. De nouvelles procédures telles que celles du Grenelle de l'environnement, du Grenelle des ondes, ou du Grenelle de la mer ont permis un dialogue social impliquant directement des fonctionnaires.

#### Droit du travail
Le dialogue social permet principalement d'édicter des conventions collectives entre les différentes branches d'activité.

#### Fonction publique
Le dialogue social est inscrit expressément dans le statut de chacune des trois fonctions publiques selon deux modalités :
- négociation avec l'État et les syndicats de fonctionnaires notamment en matière de revalorisation des grilles indiciaires. Le résultat de la négociation, ou même l'échec, doit être retranscrit par un décret en Conseil d'État.
- les organismes paritaires comme les commissions administratives paritaires, les Comités techniques paritaires, les Comités d'hygiène et de sécurité, les Conseils supérieurs de chacune des fonctions publiques. Les avis sont consultatifs et ne lient, en rien, l'autorité administrative.